# Alcaudete (kommun)
Alcaudete är en kommun i Spanien.   Den ligger i provinsen Provincia de Jaén och regionen Andalusien, i den södra delen av landet, 300 km söder om huvudstaden Madrid. Antalet invånare är 11 139. Arean är 238 kvadratkilometer. Alcaudete gränsar till Alcalá la Real, Castillo de Locubín, Martos, Priego de Córdoba, Fuente-Tójar, Luque och Baena. 
Terrängen i Alcaudete är kuperad.